# 参宮線
参宮線（日语：／ Sangū sen */?）是一條連結三重縣多氣郡多氣町的多氣站至鳥羽市的鳥羽站，屬於東海旅客鐵道（JR東海）的鐵路線（地方交通線）。

## 概要
此線是因應參拜伊勢神宮的交通需求而設，因而得名。但在近畿日本鐵道開通了近鐵山田線之後，因為可從名古屋、京都市及大阪市等大城市搭特急列車直達而不需換車，因此搭乘人數不若以往。就連內閣總理大臣每年的新年參拜也改從名古屋搭近鐵的列車。
全線由東海鐵道事業本部管理。此線不屬IC卡乘車券TOICA的對象範圍。

## 路線資料
- 管轄（事業類別）：東海旅客鐵道（第一種鐵道事業者）
- 路線距離（營業距離）：29.1公里[1]
- 軌距：1067毫米
- 站數：11個（包括起終點站、臨時站）[1]
  - 若只限屬於參宮線的車站，排除屬於紀勢本線的多氣站[2]則為10個。
- 複線路段：沒有（全線單線）
- 電氣化路段：沒有（全線非電氣化（日语：非電化））
- 閉塞方式：自動閉塞式（特殊）
- 保安裝置：ATS-PT
- 運轉指令所（日语：運転指令所）：東海綜合指令所（日语：東海総合指令所）

## 運轉型態
參宮線以伊勢市站為界，分隔為兩個運轉系統，每小時至少有兩班車，其中一班是名為「三重號」（みえ）的快速列車，經紀勢本線、伊勢鐵道伊勢線及關西本線直通運行至名古屋站到開。其他班次為普通車，僅直通運行至紀勢本線的龜山站。有些普通車班次只行駛於參宮線之內。

## 車站列表
- 停靠站
  - 普通…除臨時站外停靠所有車站
  - 快速「三重」…參見三重號列車
- 軌道（全線單線） … ◇、∨、∧：可列車交會，｜：不可列車交會
- 所有車站都位於三重縣內

| 中文站名 | 日文站名 | 英文站名 | 站間營業距離 | 累計營業距離 | 接續路線                                 | 軌道 | 所在地       |
| -------- | -------- | -------- | ------------ | ------------ | ---------------------------------------- | ---- | ------------ |
| 多氣     |          |          | -            | 0.0          | 東海旅客鐵道：紀勢本線（直通至松阪方向） | ∨    | 多氣郡多氣町 |
| 外城田   |          |          | 3.3          | 3.3          |                                          | ｜   | 多氣郡多氣町 |
| 田丸     |          |          | 3.7          | 7.0          |                                          | ◇    | 度會郡玉城町 |
| 宮川     |          |          | 4.0          | 11.0         |                                          | ◇    | 伊勢市       |
| 山田上口 |          |          | 2.2          | 13.2         |                                          | ｜   | 伊勢市       |
| 伊勢市   |          |          | 1.8          | 15.0         | 近畿日本鐵道： 山田線                    | ◇    | 伊勢市       |
| 五十鈴丘 |          |          | 2.9          | 17.9         |                                          | ｜   | 伊勢市       |
| 二見浦   |          |          | 3.5          | 21.4         |                                          | ◇    | 伊勢市       |
| 松下     |          |          | 2.3          | 23.7         |                                          | ｜   | 伊勢市       |
| 鳥羽     |          |          | 5.4          | 29.1         | 近畿日本鐵道： 鳥羽線、 志摩線           | ∧    | 鳥羽市       |

廢站：池之浦海岸站（池の浦シーサイド駅），原本為夏季營業的臨時車站，因利用率不佳，於2020年3月14日起廢止。